# RHOXF2B
RHOXF2B (англ. Rhox homeobox family member 2B) – білок, який кодується однойменним геном, розташованим у людей на довгому плечі X-хромосоми. Довжина поліпептидного ланцюга білка становить 288 амінокислот, а молекулярна маса — 31 637.
| 10         |  | 20         |  | 30         |  | 40         |  | 50         |
| ---------- |  | ---------- |  | ---------- |  | ---------- |  | ---------- |
| MEPPDQCSQY |  | MTSLLSPAVD |  | DEKELQDMNA |  | MVLSLTEEVK |  | EEEEDAQPEP |
| EQGTAAGEKL |  | KSAGAQGGEE |  | KDGGGEEKDG |  | GGAGVPGHLW |  | EGNLEGTSGS |
| DGNVEDSDQS |  | EKEPGQQYSR |  | PQGAVGGLEP |  | GNAQQPNVHA |  | FTPLQLQELE |
| CIFQREQFPS |  | EFLRRRLARS |  | MNVTELAVQI |  | WFENRRAKWR |  | RHQRALMARN |
| MLPFMAVGQP |  | VMVTAAEAIT |  | APLFISGMRD |  | DYFWDHSHSS |  | SLCFPMPPFP |
| PPSLPLPLML |  | LPPMPPAGQA |  | EFGPFPFVIV |  | PSFTFPNV   |  |            |

A: Аланін

C: Цистеїн

D: Аспарагінова кислота

E: Глутамінова кислота

F: Фенілаланін

G: Гліцин

H: Гістидин

I: Ізолейцин

K: Лізин

L: Лейцин

M: Метіонін

N: Аспарагін

P: Пролін

Q: Глутамін

R: Аргінін

S: Серин

T: Треонін

V: Валін

W: Триптофан

Білок має сайт для зв'язування з ДНК. 
Локалізований у ядрі.